# Директива 2015/2366/ЕС
Директива 2015/2366/ЕС, она же вторая директива об оказании платёжных услуг/вторая директива о платёжных услугах (так как она заменила первую директиву 2007/64/EC, она же директива об оказании платёжных услуг/директива о платёжных услугах) — директива Евросоюза, направленная на расширение конкуренции на рынке платёжных услуг и гармонизацию законодательства о защите прав потребителей и о правах и обязанностях предоставителей платёжных услуг и их пользователей. Ответственный — Департамент Финансовой стабильности, финансовых сервисов и рынков капитала.

## Первая директива
Была предложена еврокомиссаром Чарли МакКриви в декабре 2005. Вступила в силу 25 декабря 2007, срок адаптации на национальном уровне — не позднее 1 ноября 2009. Разрозненность национальных законодательств по платежам ежегодно обходилась в 2-3 % ВВП, что мешало предоставителям платёжных услуг оказывать их по всему ЕС на конкурентной основе. Ожидалось, что удаление барьеров сэкономит до €28 млрд ежегодно. Директива также предусматривала возможность предоставления подобных услуг небанковскими учреждениями.

## Вторая директива
Вступит в силу 13 января 2018 + 2 года будут даны странам на адаптацию на национальном уровне. Призвана лучше защитить права потребителей при онлайн-покупках, поощрить разработку платёжных систем и безопасность платежей. Для усиления поддержки стартапов банки будут обязаны внедрить интерфейсы доступа предоставителей платёжных услуг к счетам клиентов. Швейцарская банкирская ассоциация против такого решения, и Швейцария, которая не входит в ЕЭЗ, вторую директиву исполнять не будет (в отличие от др. стран Европейской ассоциации свободной торговли). По словам еврокомиссара Хилла это шаг навстречу цифровому единому рынку. Лимит компенсации потерь предоставителями платёжных услуг в случае потерь, понесённых из-за не авторизованных транзакций (например, украденные данные кредитки), снизится со €150 до €50.